# Pfarrhof Ostermiething

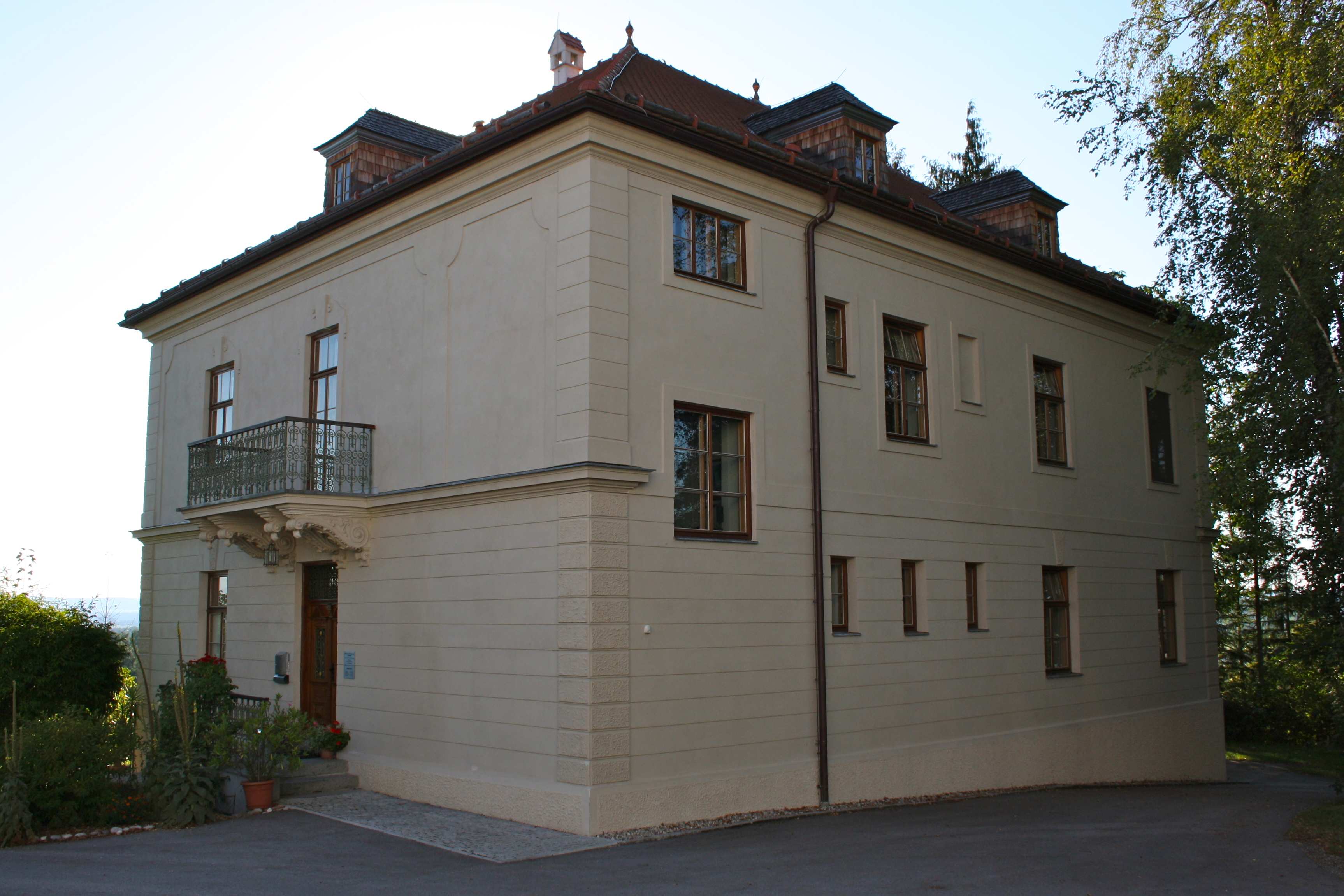
Pfarrhof in Ostermiething (2015)

Der Pfarrhof Ostermiething ist der Pfarrhof der Pfarre Ostermiething. Das 1908 errichtete Gebäude an der Adresse Pfarrweg 5 steht unter Denkmalschutz (Listeneintrag).

## Architektur
Der Pfarrhof ist ein zweigeschoßiger Bau mit Walmdach. Die Fassaden sind schlicht im klassizistischen Stil gegliedert. Talseitig hat das Gebäude einen vorspringenden, dreiecksübergiebelten Mittelrisalit. Im Rahmen einer Generalsanierung im Jahr 2010 wurde auch die ostseitige Fassade rekonstruiert.